# Рудка (приток Сулы)
Рудка (укр. Рудка) — левый приток реки Сула, протекающий по Лубенскому району Полтавской области Украины.

## География
Длина — 11 км. Река течёт в западном направлении. Река берет начало от трёх балок (географически северная, средняя, южная) соответственно у сёл Настасовка, Бочки и Шарковщина. Впадает в одно из русел реки Сула западнее села Березняки.
Русло слаборазвитое. На реке в верхнем и среднем течении есть несколько прудов (крупнейший у слияния трёх истоков, что севернее Наталовки). Река в нижнем течении летом пересыхает. Пойма Рудки в приустьевом участке сливается с заболоченной поймой Сулы с тростниковой и луговой растительностью.
Крупных притоков нет.

## Населённые пункты
Населённые пункты на реке от истока к устью: Бочки на среднем истоке, Шарковщина на южном истоке, Наталовка на южном истоке, Березняки в нижнем течении.